# Rząd Sorina Grindeanu
Rząd Sorina Grindeanu – rząd Rumunii funkcjonujący od 4 stycznia 2017 do 29 czerwca 2017.
Gabinet powstał po wyborach parlamentarnych z grudnia 2016. Zdecydowane zwycięstwo odniosła w nich Partia Socjaldemokratyczna (PSD), która zawarła koalicję z Sojuszem Liberałów i Demokratów (ALDE). Ugrupowania te wysunęły początkowo kandydaturę Sevil Shhaideh na urząd premiera, która została jednak odrzucona przez prezydenta Klausa Iohannisa.
28 grudnia 2016 PSD i ALDE uzgodniły nową kandydaturę na premiera – socjaldemokratycznego polityka Sorina Grindeanu. Dwa dni później prezydent desygnował go na to stanowisko. Nowy gabinet rozpoczął urzędownie 4 stycznia 2017, gdy uzyskał w parlamencie wotum zaufania, a jego członkowie zostali zaprzysiężeni przez prezydenta. Zastąpił funkcjonujący od 2015 techniczny rząd Daciana Cioloșa.
W styczniu 2017 gabinet zaproponował zmiany w prawie karnym ograniczające ściganie przestępstw korupcyjnych. Decyzja ta wywołała wielotysięczne protesty w Rumunii wspierane m.in. przez prezydenta Klausa Iohannisa.
Kilka miesięcy później Sorin Grindeanu utracił poparcie swojego ugrupowania, oficjalnie z powodu nierealizowania przez rząd zapowiedzianych reform gospodarczych. Premier odmówił podania się do dymisji, co w czerwcu 2017 skutkowało rezygnacjami niemal wszystkich członków jego gabinetu (formalnie do prezydenta premier przesłał tylko deklaracje Sevil Shhaideh i Carmen Danieli Dan). Wkrótce został wykluczony z PSD. 21 czerwca 2017 parlament przegłosował wobec gabinetu wotum nieufności. 29 czerwca gabinet został zastąpiony przez rząd Mihaia Tudosego.

## Skład rządu
- Premier: Sorin Grindeanu (PSD)[5][10]
- Wicepremier, minister rozwoju regionalnego, administracji publicznej i funduszy europejskich: Sevil Shhaideh (PSD)
- Wicepremier, minister środowiska: Daniel Constantin (ALDE, do kwietnia 2017), Grațiela-Leocadia Gavrilescu (ALDE, od kwietnia 2017)
- Minister spraw wewnętrznych: Carmen Daniela Dan (PSD)
- Minister spraw zagranicznych: Teodor Meleșcanu (ALDE)
- Minister obrony narodowej: Gabriel-Beniamin Leș (PSD)
- Minister finansów publicznych: Viorel Ștefan (PSD)
- Minister sprawiedliwości: Florin Iordache (PSD, do lutego 2017), Tudorel Toader (bezp., od lutego 2017)
- Minister rolnictwa i rozwoju wsi: Petre Daea (PSD)
- Minister edukacji narodowej: Pavel Năstase (PSD)
- Minister pracy i sprawiedliwości społecznej: Lia-Olguța Vasilescu (PSD)
- Minister gospodarki: Alexandru Petrescu (PSD, do lutego 2017), Mihai Tudose (PSD, od lutego 2017)
- Minister energii: Toma-Florin Petcu (ALDE)
- Minister transportu: Alexandru-Răzvan Cuc (PSD)
- Minister ds. biznesu, handlu i przedsiębiorczości: Florin Jianu (bezp., do lutego 2017), Alexandru Petrescu (PSD, od lutego 2017)
- Minister zdrowia: Florian-Dorel Bodog (PSD)
- Minister kultury i tożsamości narodowej: Ioan Vulpescu (PSD)
- Minister gospodarki wodnej i leśnictwa: Adriana Petcu (PSD)
- Minister badań naukowych i innowacji: Șerban-Constantin Valeca (PSD)
- Minister łączności i społeczeństwa informacyjnego: Augustin Jianu (PSD)
- Minister młodzieży i sportu: Marius-Alexandru Dunca (PSD)
- Minister turystyki: Mircea-Titus Dobre (PSD)
- Minister ds. diaspory: Andreea Păstârnac (PSD)
- Minister ds. konsultacji publicznych i dialogu społecznego: Gabriel Petrea (PSD)
- Minister ds. kontaktów z parlamentem: Grațiela-Leocadia Gavrilescu (ALDE, do kwietnia 2017), Viorel Ilie (ALDE, od kwietnia 2017)
- Minister delegowany ds. funduszy europejskich: Mihaela-Virginia Toader (PSD, do lutego 2017), Rovana Plumb (PSD, od lutego 2017)
- Minister delegowany ds. europejskich: Ana Birchall (PSD)